# Jean-Paul Penin

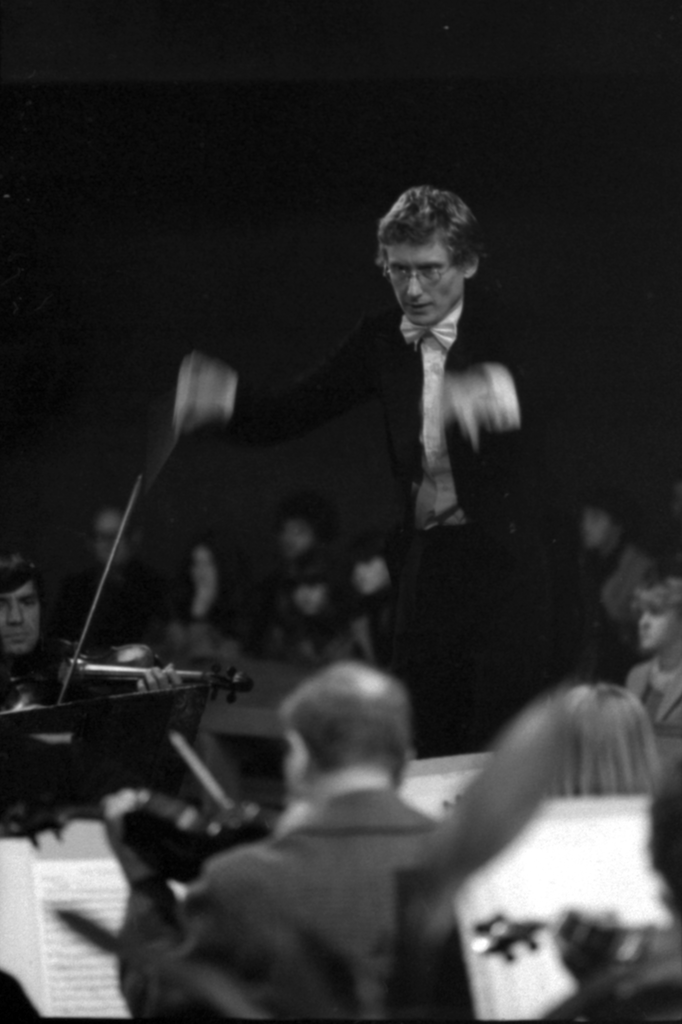
Jean-Paul Penin, Orchestre Philharmonique de Strasbourg, 1980

Jean-Paul Penin (Nac. Saint-Dizier), es un director de orquesta francés. 

## Biografía
Jean-Paul Penin efectuó sus estudios musicales en el Conservatorio de Estrasburgo (contrabajo, análisis y música de cámara), de París (Historia de la música, clase de Yves Gérard) y de San Francisco, siendo premiado por la Fundación Fullbright (dirección de orquesta, análisis, clase de John Adams). Magíster en Letras y doctorado en Biofísica en la Universidad de Estrasburgo. Premiado en el Concurso Internacional de jóvenes directores de orquesta «Min-On» de Tokio. 
Asistente de Alain Lombard en la Orquesta Filarmónica de Estrasburgo y de Lorin Maazel en la Ópera Estatal de Viena (1980-1984).
Fue invitado como Director principal permanente de la Filarmónica Nacional de Cracovia (1990 – 1994). El Presidente de Polonia Lech Wałęsa le condecoró como “Oficial de la Orden del Mérito de Polonia“ en reconocimiento por su trabajo y dedicación con dicha orquesta (giras, grabaciones, y mecenazgo).
Jean-Paul Penin dirigió en 1990 (concierto televisado en el Concertgebouw de Ámsterdam), en presencia del propio compositor (Orquesta Filarmónica de la Radio holandesa), la segunda ejecución de la obra para piano y orquesta de La Ville d’en haut de Olivier Messiaen, creada en Nueva York el año anterior por Pierre Boulez (de Volkskrant 12 de noviembre de 1990).
La editorial Bärenreiter, bajo los auspicios de la Unesco y de la Presidencia de la República, le concedieron los derechos de exclusividad para el estreno de la Misa Solemne de Berlioz cuyo manuscrito se acababa de descubrir y de la cual realizó, para dicha ocasión (7 oct. 1993, Basílica de Vézelay), la primera grabación discográfica, televisada mundialmente, para France Musique, Accord-Universal y France Televisión. Posteriormente, dirigió esta obra en el Festival Berlioz de la Côte-Saint-André, y en numerosas ciudades europeas y americanas, en particular en el Teatro Colón de Buenos Aires, en 1998, y en el Festival Internacional de Santander en 2003.
El 8 de septiembre de 2000, en el marco de las ceremonias para Praga Capital Europea de la Cultura, dirigió el concierto inaugural del Festival Antonín Dvořák, como conductor de la Orquesta de la radio nacional checa, programa que fue radiodifundido antes de iniciar la gira con la misma para presentar L´Enfance du Christ de Berlioz (Sevilla, Oviedo, Madrid, Auditorio Nacional). Uno de sus conciertos (Bartók-Debussy) con la Filarmónica de Dresde (2002) fue retransmitido en directo en 24 países, en el marco de intercambios europeos, concierto tras el cual fue invitado en el Semperoper de Dresde (Orquesta de la Staatskapelle, 2004). Desde el 2002, es regularmente invitado por la Orquesta Nacional de la Radio Coreana (KBS).

## Grabaciones (primeras mundiales)
- Beethoven: Cantatas Joseph II y Leopold II, 1992.
- Berlioz: Messe Solennelle, 1993.
- Chabrier: Gwendoline, opera, 1997.
- Weber : Der Freischütz (con los recitativos de Berlioz), opera, 1998.
- Spontini: Fernand Cortez, opera, 1998. Conciertos recientes: Paris, 2002 ; Madrid, Auditorio Nacional, 2003. Erfurt, con escenario, 2006. Fernand Cortez. (Véase en: ).
- Sacchini: Oedipe à Colone, opera, 2004.